# Isarn II de Lautrec
Pour les articles homonymes, voir Isarn de Lautrec.
Isarn II de Lautrec (1020 - 1072) est le quatrième vicomte de Lautrec, de 1038 à 1072.

## Biographie
Membre de la famille de Lautrec, Isarn II de Lautrec est le fils de Sicard II de Lautrec et le frère de Frotard de Lautrec, évêque d'Albi. Il serait le fondateur de l'abbaye Notre-Dame de la Sagne a Vielmur-sur-Agout. En 1060, il reçoit un serment d'allégeance de la part du seigneur d'Aussillon.
Il pourrait aussi être le premier vicomte de Saint-Antonin connu sous le nom d'Isarn Ier de Lautrec, qui selon le chevalier de Courcelles aurait signé avec son frère Frotard un acte rétablissant les chanoines de Saint-Sernin dans leur église, le 23 juillet 1083. Cela semble néanmoins peu probable, car le vicomte de Lautrec Isarn II serait mort en 1072, outre le fait que l'on ne trouve aucune mention des membres de cette branche de la famille de Lautrec comme étant vicomtes de Saint-Antonin. Il est néanmoins attesté que les premiers vicomtes de Saint-Antonin portaient eux-aussi le nom de famille de Lautrec.

## Lignée
Isarn II de Lautrec épouse une certaine Guisle, dont il a quatre enfants:
- Sicard III de Lautrec, vicomte après lui ;
- Frotard II de Lautrec ;
- Raimond de Lautrec ;
- Guisle de Lautrec, abbesse de Notre-Dame de la Sagne